# Каркар'ян Гайк Аветісович
Гайк Аветісович Каркар'ян (нар. 1904, Карська область, тепер Туреччина — 1988) — радянський діяч, голова виконавчого комітету Нагірно-Карабаської обласної ради депутатів трудящих, 3-й секретар ЦК КП(б) Азербайджану. Депутат Верховної Ради СРСР 1-го скликання (1937—1946).

## Біографія
Народився у вірменській родині. Під час турецького геноциду вірмен у 1914 році перебрався до Російської імперії. Виховувався в дитячому будинку міста Батума.
Трудову діяльність розпочав на Бакинських нафтових промислах. Був слухачем робітничого факультету при Азербайджанському індустріальному інституті.
Закінчив Азербайджанський індустріальний інститут.
Член ВКП(б).
У 1937—1939 роках — голова виконавчого комітету Нагірно-Карабаської обласної ради депутатів трудящих.
З 16 травня 1939 по вересень 1941 року — 3-й секретар ЦК КП(б) Азербайджану.
З 1941 року — на політичній роботі в Червоній армії.
У 1943—1946 роках — заступник секретаря ЦК КП(б) Азербайджану з легкої промисловості. Працював міністром харчової промисловості Азербайджанської РСР.
Потім — на пенсії.

## Нагороди
- орден Леніна (27.04.1940)
- орден Трудового Червоного Прапора
- орден «Знак Пошани» (22.01.1944)
- медалі